# Ficus jacobii
Ficus jacobii är en mullbärsväxtart. Ficus jacobii ingår i släktet fikonsläktet, och familjen mullbärsväxter.

## Underarter
Arten delas in i följande underarter:
- F. j. jacobii
- F. j. mantana